# محمد سعيد الرشد
الدكتور محمد سعيد الرُّشد، داعية إسلامي منذ ربع قرن في روسيا وآسيا الوسطى، المترجم المساعد والمشرف العام على ترجمة وطباعة وتوزيع معاني القرآن الكريم والحديث الشريف باللغة الروسية. ولد في مدينة دير عطية في ريف دمشق عام 1946 والتي اشتهر أبناؤها بحبهم للعلم والمعرفة، حيث نشأ في أسرة علم ودين في بيت والده الشيخ سعيد الرشد وأشرف على مدارس المدينة المنورة التي وقفت في مواجهة المدارس التبشيرية في الستينات من القرن الماضي.
التحق بكلية الشريعة بـ جامعة دمشق عام 1966 مع عمله في التعليم والتدريس في مدينة دمشق وفي ضواحي العاصمة الجزائرية.

## حياته
أوفد لدراسة الهندسة في روسيا عام 1970 وعاد إلى وطنهِ وعمل مهندساً في وزارة الصناعة ومن ثم أوفد للحصول على شهادة الدكتوراه من عام 1980 وحتى نهاية عام 1984 فاهتم بالإضافة إلى تخصصهِ العلمي بشؤون المسلمين الروس وخاصة بدراسة التراجم السابقة للمستشرقين الروس للقرآن الكريم، ولما تيقن من الإساءة والتحريف في التراجم السابقة والتي كتبت بأقلام مستشرقين بأساليب معقدة ومغلوطة عقد العزم على إنجاز ترجمة بليغة وواضحة تعطي المعاني الصحيحة لآيات القرآن الكريم.
تعرف على زوجته إيمان فاليريا بوروخوفا الدكتورة الأكاديمية وهداها للإسلام وسخر قلمها البارع لخدمة الفكر الإسلامي. فخطت بقلمها البارع أول ترجمة بأقلام مسلمة وأدق وأجمل ترجمة تفسيرية لمعاني القرآن الكريم باللغة الروسية بشهادة جميع الإدارات الدينية في روسيا وآسيا الوسطى والتي توجت بموافقة جامع الأزهر على طباعتها ونشرها عام 1997 بعد مراجعة استمرت عدة سنوات وباعتراف الأدباء الروس تعتبر هذه الترجمة ابلغ ما كتب باللغة الروسية في أواخر القرن العشرين، ومنحت السيدة إيمان فاليريا بوروخوفا عضوية اتحاد الكتاب الروس وعضوية عدة أكاديميات ادبية وعلمية في روسيا ودول آسيا الوسطى الإسلامية ويتركز نشاط الدكتور الرشد وزوجته الدكتورة بوروخوفا على إلقاء المحاضرات الدورية في المراكز الثقافية والنوادي في معظم المدن الروسية ودول آسيا الوسطى وعلى توزيع الترجمة التفسيرية المعنوية للقران الكريم ومختارات من الأحاديث النبوية للغة الروسية.
وكان له ولد أسماهُ خالد تيمنا بـ خالد بن الوليد ووفاءً لذكرى جده محمد خالد. عاد مع أسرته إلى دمشق عام 1985 وعملا معاً طيلة اثنتا عشرة عاماً في وضع الترجمة التفسيرية المعنوية للقرآن الكريم مستعينين بأمهات كتب التفسير المعتمدة لدى جمهور المسلمين والتي كانت في مكتبة والدهِ مع الاستشارات الدائمة لعلماء سوريا ولفيف من علماء كلية الشريعة في جامعة دمشق وعلماء الأزهر الشريف .

## إنجازاته
- حصل على مكافأة من الرئيس الراحل هواري بومدين عام 1969 لإسهامه في مناهج التعريب هناك.
- أسس مركز الفرقان للمعارف الإسلامية في موسكو مع بداية انهيار الشيوعية وحصل على ترخيص رسمي من الحكومة الروسية، ومايزال يشغل منصب المدير العام للمركز حتى الآن.
- انتخب زميلاً في الأكاديمية الدولية للمعلوماتية في عام 1998 درجة أكاديمي Academic.
- ساهم في تأسيس المركز الثقافي الإسلامي الروسي في موسكو ويشرف على النشاط الإسلامي فيه ويعتبر أحد الأعضاء البارزين في مجلس الإدارة.
- عضو في عدد كبير من مجالس الإدارات الدينية في آسيا الوسطى وشمال القوقاز .
- قدم للمسلمين في روسيا وآسيا الوسطى حتى نهاية عام 2010 أكثر من نصف مليون نسخة من ترجمة معاني القرآن الكريم.